# Allegorie op de gulzigheid
Allegorie op de gulzigheid is een schilderij van de Zuid-Nederlandse schilder Jheronimus Bosch in de Yale University Art Gallery in de Amerikaanse stad New Haven.

## Voorstelling
Op het werk zien we allerlei soorten losbandig gedrag. De man en de vrouw rechts in de tent verwijzen naar de onkuisheid. De dikke man op de drijvende ton links lijkt symbool te staan voor de vraatzucht, terwijl een van de naakte, zwemmende mensen zich tegoed doet aan de drank die uit de drijvende ton spuit, waarschijnlijk een toespeling op de drankzucht. Het familiewapen op de tent is volgens Bosch-kenner Charles de Tolnay overigens dat van de familie Bergh uit 's-Hertogenbosch of Den Haag. Waarom Bosch het daarop heeft aangebracht is echter niet bekend.
Het is geen opzichzelfstaand werk. Het maakte oorspronkelijk samen met Het narrenschip deel uit van een ongeveer 100 bij 40 cm groot paneel. Volgens De Tolnay is dit echter niet waarschijnlijk, omdat beide panelen sterk in kleur verschillen en ze ook qua voorstelling niet op elkaar aansluiten. Röntgenfoto's hebben echter aangetoond dat beide panelen ingrijpend zijn overgeschilderd en dat enkele bladeren en een knie onderaan het Narrenschip aansluiten op een tak en een been bovenaan de Allegorie op de gulzigheid.
Het Narrenschip, dat onder anderen drankmisbruik aan de kaak stelt, vormt zo met de Allegorie op de gulzigheid een Hekeling van losbandige feestvierders. Vanwege zijn oorspronkelijke formaat moet het deel uitgemaakt hebben van een drieluik. Tegenwoordig gaat men ervan uit dat De dood van een vrek de rechtervleugel van dit drieluik vormde en De Marskramer de buitenzijde. Deze twee werken zijn op grond van dentrochronologisch onderzoek ongeveer in dezelfde periode ontstaan en waar de Allegorie op de gulzigheid zondig gedrag laat zien op basis van verkwisting, laat De dood van een vrek juist zondig gedrag zien op basis van gierigheid.

## Datering
De Allegorie op de gulzigheid is aan de hand van dendrochronologisch onderzoek van De dood van een vrek op zijn vroegst omstreeks 1494 ontstaan.

## Herkomst
Het werk komt voor het eerst voor in een catalogus van een veiling, die op 11 mei 1928 bij Christie's in Londen gehouden werd en waar het voor 105 gienjes verkocht werd aan een zekere Brau. In 1936 werd het in Museum Boijmans Van Beuningen in Rotterdam tentoongesteld als bruikleen van Kunsthaus Malmedé in Keulen (zie Tentoonstellingen). Later kwam het in bezit van Louis Rabinowitz (1887-1957), wiens vrouw Hannah het in 1959 schonk aan de Yale University Art Gallery.

## Tentoonstellingen
Allegorie op de gulzigheid is op de volgende tentoonstellingen te zien geweest:
- Jeroen Bosch. Van Geertgen tot Scorel, Noord-Nederlandsche primitieven, 10 juli-15 oktober 1936, Museum Boijmans Van Beuningen, Rotterdam.
- Meesterwerken uit vier eeuwen 1400-1800, 25 juni-15 oktober 1938, Museum Boijmans Van Beuningen, Rotterdam (?).

Schilderijen: Kruisdraging · De tuin der lusten · De keisnijding · Hooiwagen-drieluik · Calvarie met schenker · De Heilige Hiëronymus in gebed · Driekoningen-drieluik · Heilige Christoforus · Johannes de Doper in de wildernis · Johannes de Evangelist op Patmos · Antonius-drieluik · Verzoeking van de heilige Antonius (São Paulo) · De marskramer · Het narrenschip · Allegorie op de gulzigheid · De dood van een vrek · Heremieten-drieluik · Drieluik van de gekruisigde martelares · Visioenen uit het hiernamaals · Zondvloed en hel